# Zemský okres Wittenberg
Zemský okres Wittenberg (německy Landkreis Wittenberg) je zemský okres v německé spolkové zemi Sasko-Anhaltsko. Sídlem správy zemského okresu je město Lutherstadt Wittenberg. Má přibližně 131 tisíc obyvatel. 

## Města
1. Annaburg
2. Bad Schmiedeberg
3. Coswig
4. Gräfenhainichen
5. Jessen (Elster)
6. Kemberg
7. Lutherstadt Wittenberg
8. Oranienbaum-Wörlitz
9. Zahna-Elster